# Groupe Delhaize
Ne doit pas être confondu avec Groupe Louis Delhaize.
Pour les articles homonymes, voir Delhaize (homonymie).
Le groupe Delhaize (en néerlandais : Delhaize Groep) était un groupe de distribution international belge, actif dans 11 pays. Le groupe Delhaize a été fondé en Belgique en 1867 par Jules Delhaize, il a fusionné en 2016 avec le néerlandais Ahold pour former Ahold Delhaize.
Son activité principale est l'exploitation de supermarchés en Amérique du Nord (États-Unis), Europe (Belgique, Luxembourg, Grèce, et Roumanie) et Asie du Sud-Est (Indonésie). Il est coté sur Euronext Belgique, indice BEL20. Le groupe est membre de la centrale d'achat coopérative AMS ainsi que Coopernic,.
À la fin 2013, le groupe Delhaize disposait d'un réseau de vente (qui comprend des magasins intégrés, affiliés et franchisés) de 3 534 magasins, et employait environ 160 000 personnes. Le format des magasins est principalement le supermarché, qui représente 85 % de l'ensemble du réseau de vente du groupe Delhaize. Les 15 % restants sont constitués de magasins de proximité et de magasins spécialisés.
En plus de la distribution alimentaire, qui représente environ 95 % du chiffre d'affaires du groupe Delhaize, il joue également un rôle de grossiste en alimentation pour certains magasins de son réseau de vente, et de grossiste en produits non-alimentaires tels que les produits pour animaux domestiques ou les produits de beauté et de soin.

## Historique

### 1866-1870: balbutiement
En 1866, Adolphe Delhaize ouvre un premier magasin de denrées coloniales de vins et spiritueux à Châtelet.
En 1867, création de "Delhaize frères et Cie" par Jules et Auguste Delhaize à Ransart (Charleroi).
L'objet de cette entreprise est alors de faire le commerce des denrées coloniales, de vins et de liqueurs.
Le premier magasin fut ouvert à Charleroi (à la Place Verte dans la ville basse).
En 1868, ouverture à Marchienne-au-Pont de leur deuxième magasin. Ils encouragent leur frère Edouard et Jules Vieujant (qui deviendra leur beau frère en épousant leur sœur Célina) à ouvrir des succursales. Jules Vieujant va alors en ouvrir à La Louvière et à Mons, Edouard va en ouvrir à Namur et à Huy.
En 1870, leur frère Louis Delhaize créé sa propre société dans la Province de Hainaut.

### 1871-1874: association des frères
En 1871, les frères Jules, Edouard et Adolphe Delhaize et Jules Vieujant s'unissent dans une société en commandite simple.
Cette nouvelle société sera établie à Bruxelles (au 25 rue Rempart des moines) à proximité du canal Charleroi-Bruxelles et au centre d'un réseau ferré qui est alors le plus dense du continent.
Dans cette nouvelle société, les tâches sont répartie comme tel :
- Jules Delhaize dirige l'entreprise et s'occupe des achats,
- Edouard Delhaize est responsable des succursales,
- Adolphe Delhaize préside à la tenue du magasin central,
- Jules Vieujant tient la comptabilité et les bureaux[5].

En 1874, Adolphe Delhaize quitte l'entreprise pour créer sa propre société "Adolphe Delhaize".
Les succursales sont alors réparties entre les 2 sociétés et une clause de non concurrence est établie pour que les 2 entreprises n'ouvrent pas de nouveau magasin à moins de 500 mètres l'un de l'autre.

### 1875-1906: Delhaize Frère & Cie, le lion
En 1875, la société ajoute "Le Lion" à son nom "Delhaize frères et Cie".
Le lion est alors un symbole de force de solidarité et d'unité. Il fait également l'écho au lion belge. D'ailleurs, Le slogan "Union fait force" apparait sur les première enseigne du groupe.
On peut également voir le slogan "au bon marché" qui est alors dans le domaine public.
Par ailleurs, la société compte déjà vingt succursales dans toute la Belgique.
En 1883, nouveau déménagement de l'entreprise à Molenbeek où ils disposent désormais de grands entrepôts desservis par un important nœud ferroviaire et jouxtant le canal Charleroi-Bruxelles.
Il dispose à la gare de l'Ouest d'un quai spécial pouvant accueillir la rotation de 550 wagons de marchandises par semaine.
C'est cette année là également que crée, à Saint-André-lez-Bruges, une importante manufacture à vapeur de brosses et nattes qui occupera 400 personnes. L'assortiment comprenait 300 références .
En 1890, Delhaize possède sa propre fabrique de chocolat qui passera de 15 référence dès la première année à 33 quinze ans plus tard. l'entreprise proposera même un "Chocolat du Congo Belge" réalisé avec des fèves provenant du Congo.
Parallèlement elle développe également sa biscuiterie avec du matériel mécanique (comme pétrins, mélangeur, presse,...). En 20 ans l'entreprise proposera près de 100 références.
Grâce aux bateaux réfrigérés, Delhaize se met à importer des jambons congelé du Milwaukee (USA), les désosses et les fume avec la sciure du bois de hêtre en provenance de sa fabrique de brosse.
En 1893, l'entreprise créé son propre service d'incendie portant le nom de "Corps des Sapeurs-Pompiers Delhaize Frères et Cie Le lion". Il est alors affilié à la Fédération Royale Belge des Sapeurs-Pompiers de Belgique.
En 1896, création d'une caisse de retraite et de secours pour le personnel.
En 1897, mise en fonction de l'imprimerie qui imprime les livres de commerce, les circulaires et les tableaux de gestion, les étiquettes des produits .
Delhaize participe aussi à l'exposition universelle. L'entreprise exhibe une succursale moderne et y propose alors du cafés, du chocolats, vin et liqueur.
En 1900, la société instaure un service de santé, qui distribue des soins gratuit aux membre du personnel et à leur famille et une caisse de pension pour les veuves et orphelins.
C'est aussi vers 1900, l'entreprise acquiert ses premières camionnettes de livraisons. Le choix se porta sur les véhicules de la société Pipe à Bruxelles. Ces camionnettes abordent alors les décorations des anciennes charrettes hippomobiles.
Grace à sa notoriété, le groupe est convié à l'exposition universel de paris.
En 1901, création de la phalange musicale qui se produira partout en Belgique avec ses 120 exécutants.
En 1902, remplacement de la caisse de retraite et de secours par une mutuelle nommée "Union fait force". Elle a pour but d'aider le personnel qui se trouvent en situation critique après une maladie ou un accident.
En 1904, participation à l'exposition universelle de Saint-Louis (USA), ou elle remporte un grand prix et une médaille d'or pour l'économie sociale.
En 1905, sa flotte dispose alors de véhicules Pipe, De Dion Bouton et de Ford T montée en camionnettes.
Cette année là, elle lance la "liqueur des Bottresses" à l'occasion de l'exposition international organisé par les villes d'Antwerpen et de Liège.

### 1907-1914: Etablissements Delhaize Frères et Cie. Le Lion
En 1907, Jules Vieujant et Joséphine Marsigny (veuve d'Édouard Delhaize), dissolvent la vieille société pour créer la S.A. « Etablissements Delhaize Frères et Cie. Le Lion » avec un capital de 7 700 000 francs belges (770 actions de 1 000 francs).
En 1910, Delhaize participe à l'exposition universelle de Bruxelles dont elle fait partie des actionnaires. L'entreprise y présente 4 notes (correspondant à des catalogues).
En 1911, participation l'exposition internationale de Charleroi.
En 1913, participation l'exposition universelle de Gent.
En 1914, le groupe possède 23 fabriques en tout genre (de tapiocas, de moutarde, pour la mouture des épices, de confiserie et dragées, de charcuteries, de pains d'épice, de vinaigre, de savons, de cristaux de soude, de parfums, de cigares et de tabac, de sachet, de couleur, de préparation d'éponges naturelles, ...).
Elle participe à l'exposition internationale de Dar-El-Salam, où elle expose ses produits conditionné pour le Congo belge.
On se trouve alors à la veille de la Grande Guerre et l'entreprise compte 744 points de vente, succursales et concessionnaires.

### 1914-1918: la Première Guerre mondiale
Dès le 2 août 1914, Delhaize le lion met à disposition les autorités belges des attelages et des camions automobiles.
Le 20 août, les soldats allemands entrent dans la capitale et réalisent les première réquisition et 700 hommes occupent les quais de la gare. Le bilan est déjà lourd pour le groupe, 16 succursales ont été incendiées, 12 partiellement détruites, 67 complètement pillées. Plusieurs membres du personnel périssent durant les première semaine, dont Henri Lepage, petit fils d'un des fondateurs.
Delhaize prend alors une part active dans le Comité national de Secours Alimentaire puis à la Commission for Relief in Belgium (CRB) qui se voit confier la distribution des aliments fournis par le CRB par les autorités.
En 1916, l'entreprise doit céder ses chevaux, et doit les remplacer par des bœufs pour tracter ses marchandises. Ses alambics de cuivre sont également enlevés pour être transformés en munitions.
Pour éviter la déportation en Allemagne d'anciens membres du personnel réduits au chômage, le groupe va distribuer des "certificats de non chômage".
En 1918, l'entreprise reçoit la visite du cardinal Mercier, d'Emile Vandervelde (ministre du ravitaillement) et d'Adolphe Max (ministre d'état et bourgmestre de Bruxelles) pour la remercier de son action patriotique.

### L'Entre-deux-guerres
En 1919, Delhaize envoie, du 17 mai au 16 octobre, deux de ses cadres en mission aux États-Unis et au Canada. Ils vont visiter plus de 300 entreprises. En plus de la distribution, ils visitent industries alimentaires, des administrations, des chambres de commerce, des consulats et des banques. Ce à fin de s'inspirer et remettre en question le succursalisme belge.
En 1928, grâce à la Compagnie Maritime Belge, les échanges avec le Congo belge sont facilités et sont plus rapides. L'entreprise Delhaize décide alors d'investir dans la colonie en y exportant du vin, des spiritueux (dont "l'amer colonial" élaborée par l'entreprise elle-même), du chocolat, des biscuits et diverses conserves.
En 1929, le groupe compte 1902 points de vente dont 329 succursales, 351 concessionnaires, 262 dépositaires, 883 clients libres et 77 clients divers (HORECA).
Le personnage "Johnny" est créé par l'affichiste Léo Mafurt pour illustrer la qualité du service.
En 1930, elle participe, à l'exposition industrielle de Liège et à l'exposition maritime et colonial à Anvers.
En 1931, mise en place du timbre-ristourne pour fidéliser le client. Au début, ces ristournes ne concernaient que l'alimentation, puis vers 1936, les réductions s'appliquent aussi pour les articles ménagers.
Elle participe à l'Exposition internationale coloniale de Vincennes et y vante la qualité de ses produits exportés vers le Congo belge.
Elle participe, aussi, à l'Exposition commerciale d'Elisabethville.
En 1932, lancement de la marque discount "Derby" avec une réduction allant de 5 à 10 %.
En 1934, pensé dès 1912, ça sera finalement le 23 juillet 1934 que l'entrepôt de la rue Osseghem sera reliée à la gare de l'Ouest. L'entreprise s'équipe alors d'une petite locomotive diesel. Par ailleurs, Delhaize doit accepter certaines conditions émises par le ministère comme :
- Les wagons devront être déposés en une seule voie par une locomotive de la SNCFB (ancêtre de la SNCB),
- Delhaize doit assurer elle même la sécurité des rues traversées,
- Payer une redevance pour chaque wagon[5].

Cette année là Delhaize, le lion dépasse pour la première fois la barre des 10 millions de visiteurs. Elle décide donc de mettre en place un plan quinquennal pour moderniser l'entreprise et ses succursales, dont elle a fait acquisition au cours des années vingt . Pour ce faire, elle installe, dans son siège, un réseau pneumatique pour faire circuler les informations plus rapidement. Elle rénove aussi ses succursales, 140 pendant les 3 premières années, et en 1939 elle compte 258 succursales modernisées sur les 350 qu'elle possède.
En 1935, le groupe possède une cinquantaine de points de vente au Congo belge et d'une agence à Costermansville.
Il participe à l'Exposition universelle de Bruxelles, elle y occupe un emplacement bien en vue dans le Palais de l'Alimentation au Heysel. Elle y accueille, 200 000 visiteurs.
En 1936, la crise réduit les marges bénéficiaires. Il est donc décidé d'augmenter la productivité du personnel en appliquant le système analytique Bedaux. Ce système mesure l'efficacité d'un ouvrier en le chronométrant et en lui accordant une rémunération basée sur des points-minutes.
En 1939, elle possède 350 succursales et 857 concessionnaires.
Elle investit dans un entrepôt isotherme et dans une installation d'empaquetage du beurre.

### 1939-1945: la Seconde Guerre mondiale
En 1939, dès le début du conflit, l'entreprise demande à ses gérants de ne pas céder à la panique et d'empêcher les clients de surstocker.
En 1940, l'Allemagne attaque la Belgique. Le 10 mai, 5 succursales sont entièrement détruites, 29 autres endommagées et 163 pillées. De plus, la nouvelle frontière coupe les succursales d'Eupen, de Malmedy et de Welkenraedt.
Le 28 mai, la Belgique capitule, en plus du personnel mort au combat, 79 employés mobilisés sont déportés en Allemagne dont 34 y resteront jusqu'à la fin de la guerre.
De mai à décembre, les succursales essayent de vendre, à leurs 340 000 clients, leurs stocks sans augmenter les prix.
En 1941, Delhaize, le lion, fonde avec douze autres firmes (dont Adolphe Delhaize, le Bon Grain, Battard, Courthéoux, Bien-Etre...) la "Chambre syndicale des maisons d'alimentation à succursales de Belgique" dont le premier président sera Octave Vieujant, également administrateur délégué de Delhaize, le lion. Cette chambre va servir à aider et représenter les distributeurs.
Pour aider son personnel, l'entreprise accepte des avances sur salaire, il augmente les fonds de la mutuelle "Union fait force", offre du combustible et des pommes de terre, envoie des colis aux prisonniers de guerre et institue une "soupe du personnel".
Au fur et à mesure de la guerre, et à cause des réquisitions et des ruptures d'approvisionnements, les différentes fabriques du groupe vont fermer et ne rouvriront plus jamais.
En 1944, Delhaize, le lion, participe à la création de la société coopérative Chainco qui rassemble les maisons d'alimentation en succursales et les coopératives de consommation qui souhaitent vendre les produits de consommation au prix le plus bas possible en regroupant leurs achats. 5 000 magasins, totalisant 1,46 million de clients (17,5 % de la population de l'époque), font partie de l'aventure.

### L'après-guerre
En 1974, Delhaize franchit l'Atlantique pour s'installer au USA sous le nom de Food Lion.
Vers 1992, on compte 410 magasins Delhaize en Belgique, sept Delvita en République tchèque, 14 en Grèce et plus d'un millier Food Lion aux États-Unis.
Le 3 mars 2011, le groupe Delhaize a annoncé avoir acquis 100 % du groupe serbe Maxi Delta pour 932,5 millions d'euros. Ainsi, le groupe Delhaize va devenir un des leaders de la grande distribution dans le sud-est de l'Europe, où il détenait déjà 100 % de Mega Image (en Roumanie) et 100 % d'Alfa Beta (en Grèce).
Le groupe Delhaize ajoute donc à son portefeuille de magasins la Serbie, l'Albanie, le Monténégro, la Bosnie-Herzégovine et la Bulgarie (où Maxi Delta Group est un des leaders). Delhaize sera donc présent dans 7 pays du sud-est de l'Europe, pour un chiffre d'affaires annuel de 3,4 milliards € et employant plus de 15 000 personnes. Delhaize prend ainsi une place de choix sur ce marché à fort potentiel de croissance.
En juin 2015, Ahold et Delhaize annoncent la fusion de leur activité, créant un groupe appelé, Ahold Delhaize, ayant 6 500 points de vente, 375 000 employés et 54,1 milliards de chiffre d'affaires. Les actionnaires d'Ahold détiendront 61 % du nouvel ensemble quand ceux de Delhaize en auront 39 %. Le siège social du groupe sera situé aux Pays-Bas, alors que le siège européen serait situé à Bruxelles,.

## Activités
Delhaize est présent en Belgique, Luxembourg, Allemagne, Grèce, Roumanie, Indonésie, Serbie et aux États-Unis.

### Europe

#### Belgique
La Belgique est le marché d'origine du groupe Delhaize. Au fur et à mesure des années, le groupe Delhaize y a construit une position très forte (deuxième quant au chiffre d'affaires). Fin 2011, le réseau de vente du groupe Delhaize en Belgique était constitué de 782 magasins. Fin 2011, le groupe employait environ 16 000 personnes dans ses activités belges.
Enseignes
- Delhaize
- AD Delhaize
- Shop'n Go
- Delhaize City (abandonné 2016[10])
- Tom & Co (revendu en 2016)[11]
- Caddy Home
- Red Market (abandonné en 2016[10])
- Delhaize Proxy

#### Bulgarie
- Piccadilly (en)
- Piccadilly Daily

#### Grèce
Alfa-Beta est, depuis l'acquisition de Trofo (le sixième plus grand distributeur alimentaire grec) en janvier 2001, le deuxième distributeur alimentaire en Grèce. Alfa-Beta se concentre sur les clients qui recherchent des prix compétitifs, mais également des produits et des services de grande qualité. En 1992, le groupe Delhaize avait acquis le contrôle d'Alfa-Beta Vassilopoulos. Actuellement[Quand ?], il détient 90,8 % d'Alfa-Beta. La société opérationnelle grecque du groupe Delhaize comptait 6 700 employés au 31 décembre 2005, et exploitait 135 magasins.
Enseignes
- Alfa-Beta Vassilopoulos (Άλφα-Βήτα Βασιλόπουλος, abrégé en AB)
- City AB
- AB Shop'n Go
- AB Food Market
- ENA
- Red Market

#### Luxembourg
- Delhaize
- Delhaize City
- Proxy Delhaize

#### Portugal
En 1980, Jerónimo Martins crée une société holding et établit un partenariat stratégique avec le groupe Delhaize « Le Lion/De Leeuw » (coentreprise) pour le développement de Pingo Doce :
Enseigne
- Pingo Doce (appartient à 49 % au groupe Delhaize[12])

#### Roumanie
En mai 2000, le groupe Delhaize a acquis une participation dans Mega Image, la chaîne de supermarchés la plus importante de Bucarest, la capitale de la Roumanie. Fin 2005, le groupe Delhaize détenait 100 % de Mega Image qui exploitait 16 supermarchés, et employait 1 100 personnes.
Enseignes
- AB Cool Food
- Mega Image
- Shop'n Go

#### Serbie
- Maxi (en)
- Shop'n Go
- Tempo Express

#### Anciennes filiales
En Tchéquie, Delhaize existait sous le nom de « Delvita » jusqu'en 2006, année où elle fut vendue au groupe Rewe et comptait 94 magasins.
En Allemagne, Delhaize avait 4 magasins dans la région d'Aix-la-Chapelle et de Cologne. Ces magasins ont été revendus à la chaîne allemande REWE.

### Amérique du Nord

#### États-Unis

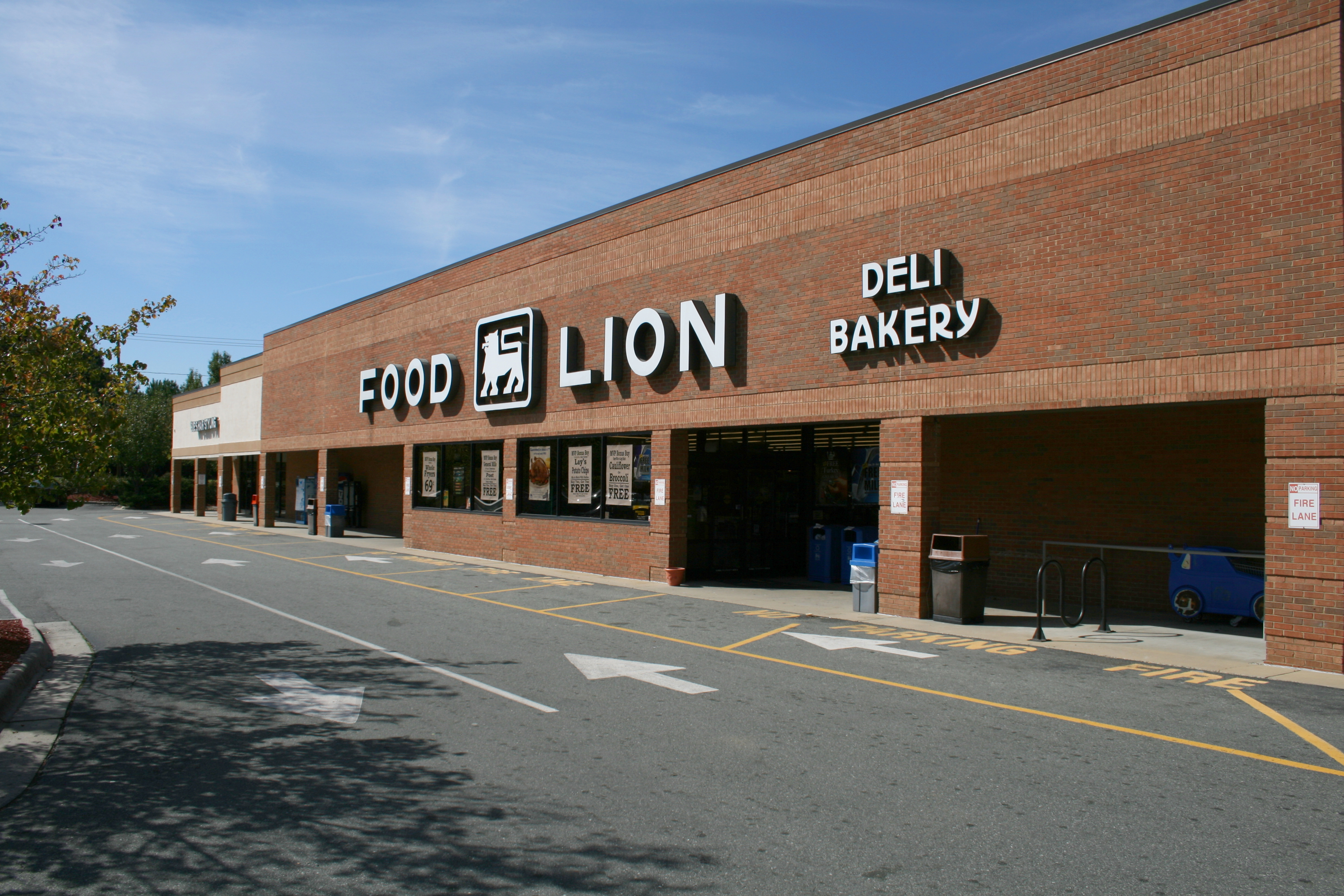
Un supermarché Food Lion (Delhaize) à Durham dans la Caroline du Nord.

Aux États-Unis depuis 1974, Delhaize est une des chaînes de supermarchés des plus importantes avec plus de 1 500 magasins dans 16 États de l'est des États-Unis. Elle est notamment présente en Caroline du Nord, Caroline du Sud, Géorgie, Tennessee, Kentucky, Virginie, Virginie-Occidentale, Maryland, Delaware et en Pennsylvanie.
Delhaize exploite des supermarchés sous les enseignes Food Lion, Bloom, Bottom Dollar, Harveys, Hannaford Bros, Kash n' Karry et Sweetbay. Delhaize emploie aux États-Unis environ 109 000 collaborateurs à temps plein ou partiel sur toute la côte Est des États-Unis.
Constituée en 1957 à Salisbury, Caroline du Nord, Food Lion se réorganisa en 1999 en une société holding, Delhaize America, afin d'encourager la flexibilité dans la gestion de chaque enseigne. Kash n' Karry a été acquis en décembre 1996, Hannaford Bros. en juillet 2000, Harveys en octobre 2003 et Victory en novembre 2004.
Le 25 avril 2001, Delhaize America est devenu une filiale à 100 % du groupe Delhaize, à la suite de l'échange d'action avec ce dernier. Dans ce échange, chaque action Delhaize America de classe A ou B non encore détenue directement ou indirectement par le groupe Delhaize a été échangée contre 0,40 action du groupe Delhaize.
Enseignes
- Food Lion : supermarchés
- Bloom (en) : supermarchés ; disparu depuis 2012
- Bottom Dollar Food (en) : hard-discount
- Harveys Supermarket
- Hannaford (en)
- Sweetbay Supermarket/Kash n' Karry : supermarchés ; disparu depuis 2013

### Asie du Sud-Est

#### Indonésie
En 1997, le groupe Delhaize est arrivé en Indonésie en acquérant une participation dans Super Indo, qui exploitait 11 magasins. La société a grandi rapidement et exploitait 50 magasins à fin 2006. Le groupe Delhaize détient 51 % de Super Indo.
Enseigne
- Super Indo, indomarket